# Ernst zu Reventlow
Ernst Christian Einar Ludwig Detlev graf zu Reventlow (født 18. august 1869 - 21. november 1943) var en tysk officer, journalist og politiker, bror til feministen og kunstneren Fanny zu Reventlow.
Grev Reventlow blev født i Husum i Sydslesvig som søn af landsråd Ludwig Christian Detlev Friederich Reventlow og dennes hustru Emilie Julie Anna Louise, født Rantzau.  
Reventlow påbegyndte en sømilitær karriere i det tyske kejserriges marine og opnåede rang af søløjtnant af 1. grad (svarende til premierløjtnant i hæren), før han blev tvunget til at tage sin afsked på grund af sit ægteskab med Marie-Gabrielle-Blanche d'Allemont, da hun var fransk statsborger og dermed tilhørte en potentielt fjendtlig magt.
I 1920 startede han sin egen avis Der Reichswart, som udkom helt frem til hans død.
På trods af sin overklasse baggrund tilhørte han i begyndelsen af sin politiske karriere den radikale del af det tyske nationalistmiljø og flirtede med nationalbolsjevikiske ideer. Han var medlem af flere nationalistiske partier og blev valgt ind i Rigsdagen for Det tyskfolkelige Frihedsparti (Deutschvölkische Freiheitspartei (DVFP)) i 1927. Han kom imidlertid snart i konflikt med mere konservative partifæller og gik over til Hitlers Nationalsocialistiske Tyske Arbejderparti NSDAP. Noget som bidrog til at styrke nazipartiet i Nordtyskland.
Aristokraten Reventlow var en outsider i nazipartiet inderkreds og fik aldrig Hitlers tillid, men han nød stor personlig popularitet, og føreren valgte at ignorere ham.  Greven var meget religiøs hele sit liv og en periode var han leder af bevægelsen Deutsche Glaubensbewegung (Den tyske trosbevægelse).